# Cropani
Cropani is een gemeente in de Italiaanse provincie Catanzaro (regio Calabrië) en telt 4024 inwoners (31-12-2004). De oppervlakte bedraagt 43,8 km², de bevolkingsdichtheid is 76 inwoners per km².

## Demografie
Cropani telt ongeveer 1370 huishoudens. Het aantal inwoners daalde in de periode 1991-2001 met 10,2% volgens cijfers uit de tienjaarlijkse volkstellingen van ISTAT.
| Jaar | Inwoneraantal |
| ---- | ------------- |
| 1991 | 3659          |
| 2001 | 3286          |

## Geografie
Cropani grenst aan de volgende gemeenten: Andali, Botricello, Cerva, Sellia Marina, Sersale.

## Plaats
- Cropani Marina